# Пинковичский сельсовет
Пинковичский сельсовет (белор. Пінкавіцкі сельсавет) — административная единица в Пинском районе Брестской области Беларуси. Административный центр — деревня Пинковичи.

## История
Образован 12 октября 1940 года в составе Пинского района Пинской области БССР, с 8 января 1954 года — Брестской области. 16 июля 1954 года к сельсовету присоединена территория упраздненного Высоковского сельсовета. 3 июня 1957 года Пинковичский сельсовет упразднен, территория вошла в состав новообразованного Оснежицкого сельсовета.
24 сентября 1998 года в границах населённых пунктов Вишевичи и Пинковичи, входивших ранее в состав Оснежицкого сельсовета, образован Пинковичский сельсовет с административно-территориальным центром в деревне Пинковичи.

## Состав
В состав сельсовета входят следующие населённые пункты:
- Вишевичи — деревня
- Пинковичи — деревня

## Достопримечательности
- Музей Якуба Коласа и мемориальная доска писателю на стене музея в деревне Пинковичи
- Памятник природы — «Колодец Якуба Коласа» в деревне Пинковичи
- Памятный знак в честь экспедиции Луизы Арнер Бойд в деревне Пинковичи